# Gymnothorax fuscomaculatus
Gymnothorax fuscomaculatus là một loài cá lịch biển được tìm thấy ở Thái Bình Dương và Ấn Độ Dương. Nó được mô tả bởi Schultz vào năm 1953,